# List (film 1940)
List (ang. The Letter) – amerykański film z 1940 roku w reżyserii Williama Wylera.

## Obsada
- Bette Davis
- Herbert Marshall

## Nagrody i nominacje
| Nazwa nagrody | Wygrane            | Nominacje |
| ------------- | ------------------ | --- |
| Oscar         | 1941 bez rezultatu | 1941 Najlepszy film wytwórnia Warner Bros. Najlepsza aktorka pierwszoplanowa Bette Davis Najlepszy aktor drugoplanowy James Stephenson Najlepszy reżyser William Wyler Najlepsza muzyka oryginalna Max Steiner Najlepsze zdjęcia – filmy czarno-białe Tony Gaudio Najlepszy montaż Warren Low |